# Vazhakkala
Vazhakkala là một thị trấn thống kê (census town) của quận Ernakulam thuộc bang Kerala, Ấn Độ.

## Nhân khẩu
Theo điều tra dân số năm 2001 của Ấn Độ, Vazhakkala có dân số 42.272 người. Phái nam chiếm 49% tổng số dân và phái nữ chiếm 51%. Vazhakkala có tỷ lệ 84% biết đọc biết viết, cao hơn tỷ lệ trung bình toàn quốc là 59,5%: tỷ lệ cho phái nam là 86%, và tỷ lệ cho phái nữ là 82%. Tại Vazhakkala, 11% dân số nhỏ hơn 6 tuổi.